# Liste der Monuments historiques in Eschbourg
Die Liste der Monuments historiques in Eschbourg führt die Monuments historiques in der französischen Gemeinde Eschbourg auf.

## Liste der Bauwerke
| Bezeichnung                 | Beschreibung                                         | Standort                         | Kennzeichnung | Schutzstatus | Datum | Bild           |
| --------------------------- | ---------------------------------------------------- | -------------------------------- | ------------- | ------------ | ----- | -------------- |
| Felsenhäuser                | im 18. Jahrhundert gebaut                            | Graufthal, rue Principale (Lage) | PA00084709    | Inscrit      | 1988  | weitere Bilder |
| Ruinen von Kloster Krauftal | Anfang des 11. Jahrhunderts gegründet, 1525 zerstört | Graufthal, rue Principale (Lage) | PA00084708    | Inscrit      | 1984  |                |